# Budzyń (Groot-Polen)
Budzyń is een dorp in het Poolse woiwodschap Groot-Polen, in het district Chodzieski. De plaats maakt deel uit van de gemeente Budzyń en telt 4861 inwoners.